# Hypanchyla devialis
Hypanchyla devialis är en fjärilsart som beskrevs av Walker 1866. Hypanchyla devialis ingår i släktet Hypanchyla och familjen mott. Inga underarter finns listade i Catalogue of Life.